# Partido judicial de Écija
El partido judicial de Écija es uno de los 85 partidos judiciales en los que se divide la comunidad autónoma de Andalucía y creado por Real Decreto en 1983, como número diez de los quince en que se divide la provincia de Sevilla, en España.

## Ámbito geográfico
| Partido Judicial | Capital de partido | Municipios que comprende                                 |
| ---------------- | ------------------ | -------------------------------------------------------- |
| 10               | Écija              | Cañada Rosal, Écija, Fuentes de Andalucía y La Luisiana. |